# Marcel Delattre
Marcel Delattre (Puteaux, 17 de noviembre de 1939) es un deportista francés que compitió en ciclismo en la modalidad de pista, especialista en la prueba de persecución individual.
Ganó dos medallas en el Campeonato Mundial de Ciclismo en Pista, oro en 1960 y bronce en 1961.
Participó en los Juegos Olímpicos de Roma 1960, ocupando el cuarto lugar en la disciplina de persecución por equipos.

## Medallero internacional
| Campeonato Mundial | Campeonato Mundial | Campeonato Mundial | Campeonato Mundial         |
| Año                | Lugar              | Medalla            | Competición                |
| ------------------ | ------------------ | ------------------ | -------------------------- |
| 1960               | Leipzig (RDA)      | Medalla de oro     | Persecución individual (A) |
| 1961               | Zúrich (Suiza)     | Medalla de bronce  | Persecución individual (A) |